# ماغنوس بليكس

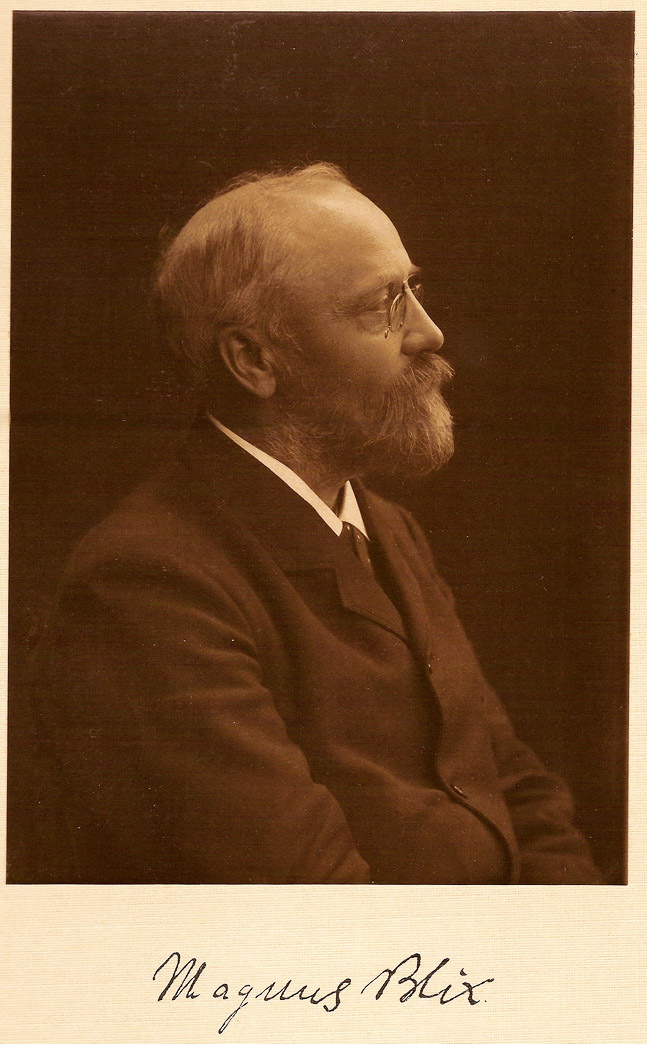
صورة وتوقيع ماغنوس بليكس

ماغنوس غوستاف بليكس (بالسويدية: Magnus Gustaf Blix) ـ (25 ديسمبر 1849 ـ 14 فبراير 1904) هو عالم وظائف أعضاء سويدي، عمل أستاذًا بجامعتي أوبسالا ولوند وهو جد الدبلوماسي السويدي هانس بليكس، مفتش الأمم المتحدة للأسلحة.

## حياته
بدأ بليكس ـ وهو ابن رجل دين ـ دراسة الطب بجامعة أوبسالا سنة 1870، ثم صار معلمًا لعلم وظائف الأعضاء سنة 1873، وبعد عام واحد نشر بحثه الأول، وكان عن مرونة العضلات. كما اهتم بدراسة حاسة الإبصار، وكان ـ على الأرجح ـ أول من قاس سُمك القرنية.
في سنة 1882، عُين بليكس مدرسًا لعلم وظائف الأعضاء بجامعة أوبسالا، ثم انتقل إلى جامعة لوند سنة 1885 ليكون أول أستاذ لهذا العلم بها، ثم صار نائب مستشار الجامعة سنة 1899، وظل في منصبه هذا حتى وفاته.
اشتهر بليكس بأبحاثه التي أجراها في ثمانينيات القرن التاسع عشر عن الإحساس الجسدي، كما أجرى العديد من الأبحاث حول فسيولوجيا العضلات. انتخب عضوًا بالأكاديمية الملكية السويدية للعلوم سنة 1892، وتوفي بعدوى في البطن في لوند سنة 1904.